# Pragmalji II
Pragmalji II (Bhuj, 1839 – Bhuj, 19 dicembre 1875) è stato un principe indiano.
È stato Maharao di Cutch dal 1860 al 1875.

## Biografia

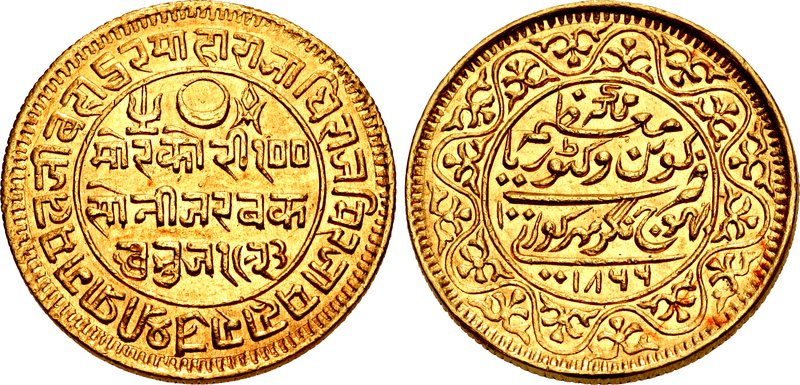
Kori d'oro coniato durante il regno di Pragmalji II, della zecca di Bhuj, 1866

Salito al trono dopo la morte del padre Deshalji II, Pragmalji fu un monarca progressista, e fra le prime azioni del suo governo ci fu la ricostruzione dei forti di Mandvi e di Mundra. Fece ingrandire il porto del lago Hamirsar, e ampliò il Prag Mahal a Bhuj e altre costruzioni servendosi anche di architetti inglesi. Promosse l'educazione statale, e nel 1870 fondò la Alfred High School, la prima scuola superiore dello stato di Cutch, a Bhuj. Avviò anche una riforma delle leggi dello stato, ispirandosi alla realtà inglese.
Alla sua morte gli succedette il figlio Khengarji III.